# Bruce Babcock
Pour les articles homonymes, voir Babcock.
Bruce Babcock est un compositeur américain né à Pasadena en Californie.

## Filmographie
- 1981 : Falcon Crest (Falcon Crest) (série télévisée)
- 1983 : Les deux font la paire (Scarecrow and Mrs. King) (TV)
- 1984 : Cover Up (TV)
- 1985 : Le Retour du Chinois (The Protector)
- 1985 : MacGyver (MacGyver) (série télévisée)
- 1987 : Le Retour de Sherlock Holmes (The Return of Sherlock Holmes) (TV)
- 1987 : La loi est la loi (Jake and the Fatman) (série télévisée)
- 1988 : Le Cavalier solitaire (Paradise) (série télévisée)
- 1989 : Médecin à Honolulu ("Island Son") (série télévisée)
- 1993 : SeaQuest, police des mers (TV)
- 1993 : Seule contre l'injustice (Moment of Truth: Why My Daughter?) (TV)
- 1993 : Un enfant de trop (Moment of Truth: A Child Too Many) (TV)
- 1993 : Fleurs d'angoisse (Moment of Truth: Stalking Back) (TV)
- 1993 : Diagnostic : Meurtre (Diagnosis Murder) (série télévisée)
- 1994 : Men Who Hate Women & the Women Who Love Them (TV)